# Mićo Ljubibratić
Mihajlo "Mićo" Ljubibratić (în sârbă Михајло Мићо Љубибратић; 30 septembrie 1839 - 26 februarie 1889) a fost un voievod sârb (comandant militar), preot ortodox, scriitor și traducător care a participat la numeroasele răscoale din regiunea Herțegovina. El a fost prima persoană din Balcani care a tradus Coranul în sârbă . Traducerile în greacă, bulgară, română și albaneză vor urma în secolul XX. 

## Viață

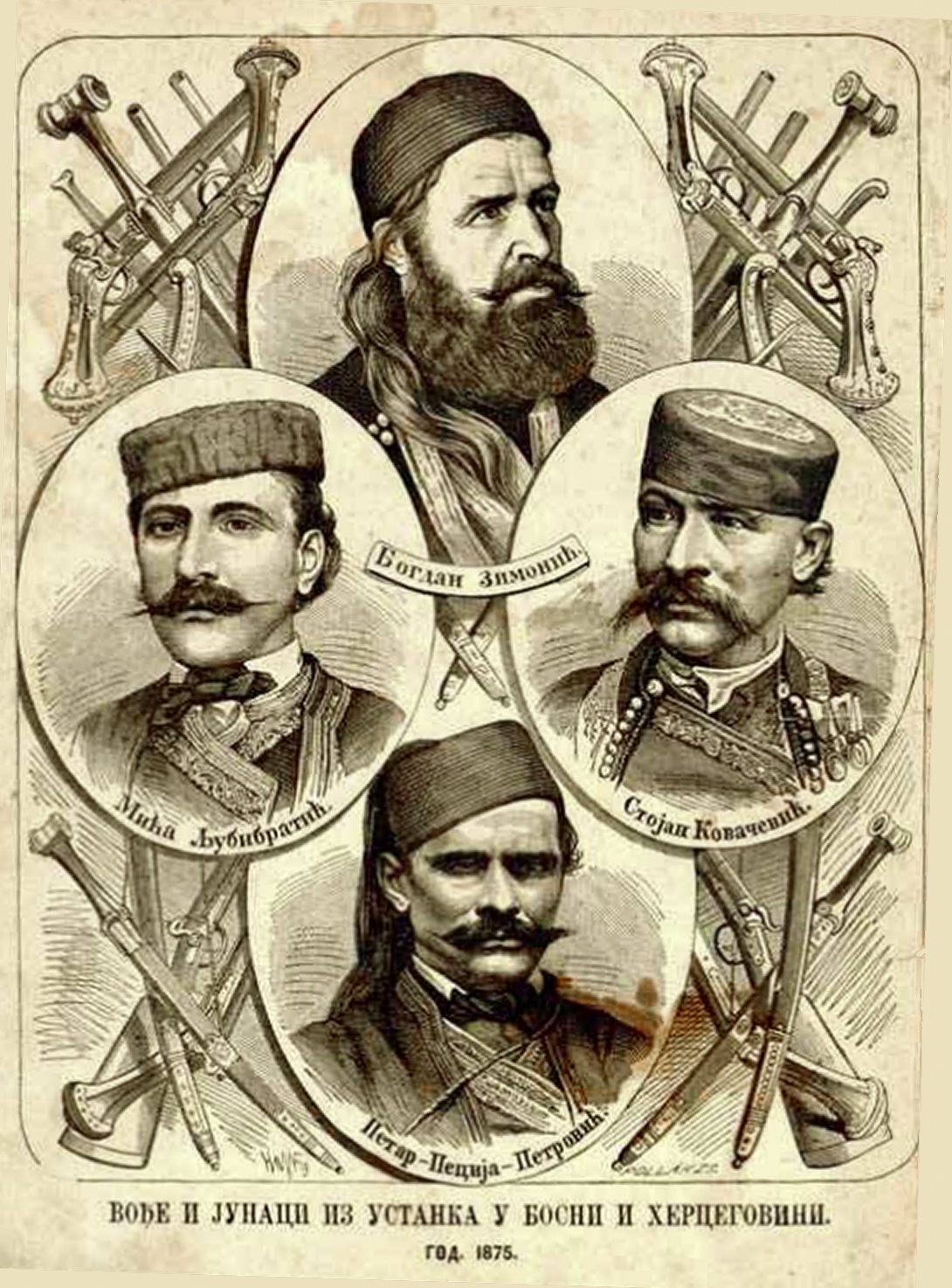
Liderii și eroii revoltei din Bosnia și Herțegovina, ilustrare în calendarul sârb Orao (1876). Ljubibratić la stânga.

Mihajlo Ljubibratić s-a născut în Ljubovo, Trebinje ( Bosnia și Herțegovina modernă). În Răscoala Herțegoviniană (1857-1862), s-a alăturat lui Luka Vukalović . El l-a sprijinit pe Garibaldi în revoluția italiană. După înfrângerea răscoalei (1862), pleacă în Serbia unde continuă organizarea eliberării popoarelor balcanice, căutând totodată să racoleze musulmani slavi în trupe. În Răscoala Herțegovina (1875-1878), guvernul sârb, care nu îndrăznește să ajute public din cauza presiunii internaționale, trimite în secret pe Ljubibratić printre alții pentru a conduce revolta. În martie 1876, el luptă în Bosnia, dar este capturat și interogat de austrieci. În martie 1877, se întoarce în Serbia, iar la răscoala Herțegovina-Boka (1882), se dedică instituirii unui organism administrativ și cooperării sârbilor și musulmanilor (adică Bosniaks ) împotriva austro-ungurilor . 

### surse
- Vojna enciklopedija, Belgrad 1973, cartea cinci, pagina 163